# Кошкін Володимир Мойсейович
Володи́мир Мойсе́йович Ко́шкін (1936—2011) — український фахівець у галузі фізики твердого тіла, доктор фізико-математичних наук (1972), професор (1981), письменник. Лауреат державної премії України в галузі науки і техніки (2009), заслужений діяч науки і техніки України (2001).

## Життєпис
Його батько — Мойсей Кошкін, доктор медичних наук, професор. Мама — Дора Марківна Горфункель-Кошкіна (1901—1983), кандидат медичних, завідувала біохімічною лабораторією Харківського інституту вакцин та сироваток ім. Мечникова.
1959 року закінчив Харківський університет, протягом 1960—1966 років працював у НДІ основної хімії.
Від 1963-го — керівник групи, протягом 1966—1982 років — керівник сектору радіаційностійких матеріалів Інституту монокристалів АН УРСР.
Від 1982 року — завідувач кафедри фізичної та колоїдної хімії Національного технічного університету «Харківський політехнічний інститут».
Сформулював кристалографічний критерій, виявив клас речовин із надвисокою радіаційною стійкістю. Передбачив нестійкі рівноважні дефекти, що визначають дифузійні та теплофізичні властивості твердих тіл при високих температурах, в тому числі — фазові переходи й ефекти переносу у суперіонних провідниках. Визначив термодинаміку, кінетику та електроніку інтеркальованих шаруватих напівпровідників. З'ясував походження впливу газового та рідкого середовищ на критичні параметри високотемпературних надпровідників. Відкрив ефект рівноважного впровадження неіонізованих домішок у напівпровідники з пустотами у ґратці (співавтор).
Автор збірок віршів
- «МестоИмения» (1996),
- «Остаться в сентябре» (1999),
- «От Фауста до Вертера» (2006),
- есеїв «Чувства и символы. Между духом и плотью» (2010).

У сфері психології він розробив метод вивчення психології поетів на базі статичного аналізу їх творчості, дослідив психологічні риси О. Пушкіна, Т. Шевченка та інших поетів. Також підтвердив факт періодичних коливань психологічних станів населення та досліджував походження релігій .

## Серед робіт
- «Unstable equilibrium and radiation defects in solids», 1973, у співавторстві
- «Intercalation of semiconductors: thermodynamics, kinetics, electronics», 1992
- «Physics and Chemistry of Compounds with Loose Crystal Structure», 1994, у співавторстві
- «Зони нестійкості та короткоіснуючі дефекти в фізиці кристалів», 2002
- «Матеріали та пристрої з гігантським радіаційним ресурсом», 2006, у співавторстві

## Пам'ять
Меморіальна дошка встановлена у 2011 р. на стіні хімічного корпусу Харківського політехнічного інституту. Скульптор — С. А. Гурбанов .